# Bill Klem
William Joseph Klem (Rochester, 22 febbraio 1874 – Miami, 16 settembre 1951) è stato un arbitro di baseball statunitense nella Major League Baseball (MLB). È stato introdotto nella National Baseball Hall of Fame nel 1953.

## Carriera
Klem arbitrò in un numero record di 18 World Series: 1908, 1909, 1911, 1912, 1913, 1914, 1915, 1917, 1918, 1920, 1922, 1924, 1926, 1929, 1931, 1932, 1934 e 1940. Nessun altro arbitro ha mai arbitrato in più di 10 World Series. Delle 16 squadre della MLB esistenti durante la sua carriera, tutte tranne i St. Louis Browns apparvero in finale durante gli anni in cui arbitrò. Le uniche altra squadre a non avere vinto il titolo durante la sua carriera furono i Brooklyn Dodgers, i Philadelphia Phillies e i Detroit Tigers. Fu anche uno degli umpire del primo All-Star Game nel 1933 e lavorò in seguito nell'All-Star Game 1938.
Klem detiene il record MLB di espulsioni da parte di un umpire con 251.